# Himiko (astronomia)

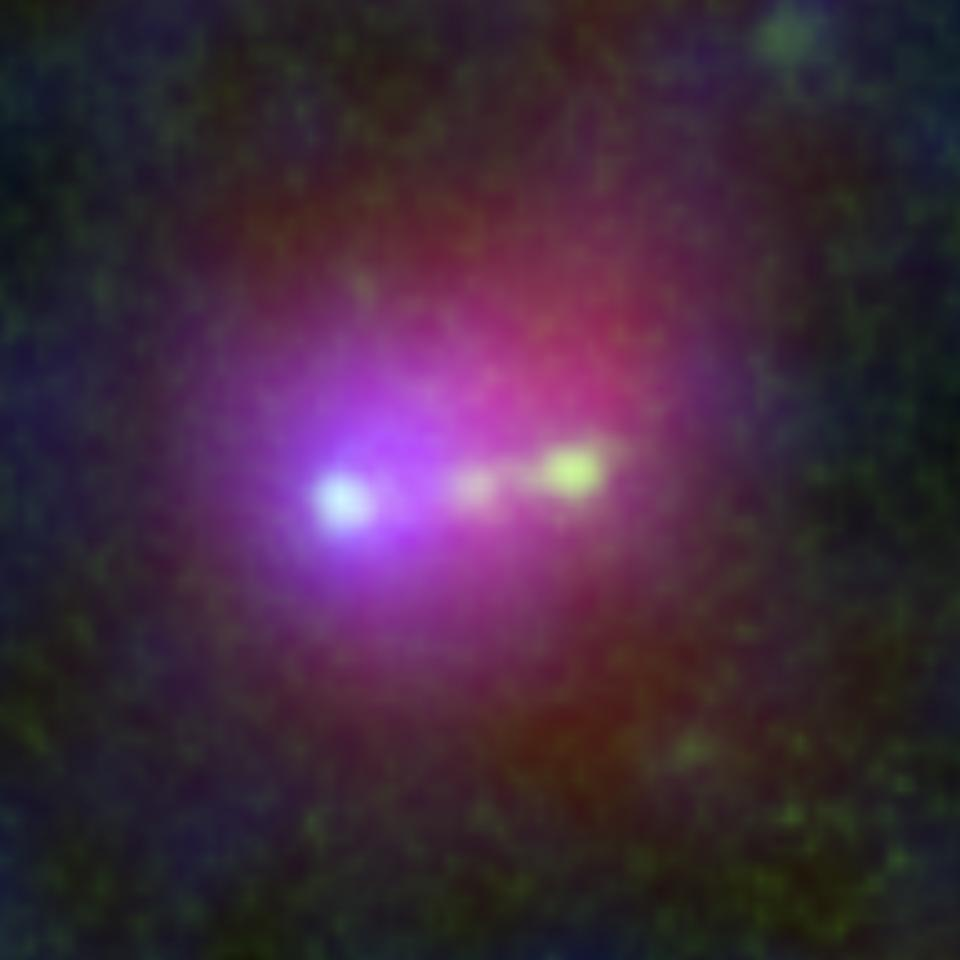
Autor:NASA/JPL-Caltech/STScI/NAOJ/Subaru

Himiko é uma mancha de radiações tipo Lyman-alfa. Está situada a 12,9 bilhões de anos-luz da Terra e o estudo sobre ela foi publicado em abril de 2009 no periódico Astrophysical Journal.